# تعليم الإناث في مجالات العلوم والتكنولوجيا والهندسة والرياضيات

نسبة الطالبات الملتحقات ببرامج الهندسة والتصنيع والبناء في التعليم العالي في أنحاء مختلفة من العالم

تعليم الإناث في مجالات العلوم والتكنولوجيا والهندسة والرياضيات (STEM) لا يقتصر على صغيرات السن بل يشمل النساء البالغات العاملات في هذه المجالات أيضًا، في عام 2017 بلغت نسبة الطالبات الإناث في مجالات ستيم 33%.
وقد ذكرت منظمة اليونيسكو أن تفاوت النسبة بين الجنسين ناتج عن التفرقة والتحيز والمعايير والتوقعات المجتمعية التي تؤثر على نوعية التعليم الذي تتلقاه المرأة. وتؤمن اليونسكو بأن وجود المزيد من الإناث في مجالات (STEM) هو أمر محبب لأن ذلك سيساعد في تحقيق التنمية المستدامة.